# 青い果実 (THE SUPER FRUITのアルバム)
『青い果実』（あおいかじつ）は、THE SUPER FRUITの1枚目のオリジナル・アルバム。2023年12月20日につばさレコーズより発売された。

## 概要
2022年のTikTok流行語大賞を受賞した「チグハグ」や、テレビアニメ『バットウィール』の日本語版主題歌「ぼくたちバットウィール」を含む計12曲が収録されている。
リード曲「青い果実」では初めてメンバー7人全員がボーカルを務めた。「青い果実」が熟す前のフルーツを意味していることから、メンバー7人の未来や青写真、成長過程をメタファーとして表現している。ミュージックビデオの振付はSota（GANMI）、監督は山口保幸が担当した。
2023年11月24日、リード曲「青い果実」のミュージックビデオをYouTubeにて公開。12月20日、初回限定盤（CD＋Blu-ray＋48Pブックレット）と通常盤（CDのみ）の2形態で発売された。
12月24日にはアルバム収録曲「Juicy Smile」のミュージックビデオがYouTubeで公開された。この曲はレトロな世界観を表現した楽曲で、小田惟真・田倉暉久・星野晴海がボーカルを務めている。

## 収録曲

### 通常盤
CD
1. 青い果実
作詞：金木和也、作曲：松室政哉、編曲：松室政哉
2. ポップコーンフィーバー
作詞：藤原優樹、作曲：渡辺和紀、編曲：鎌田瑞輝
3. チグハグ
作詞：サトダユーリ、作曲：サトダユーリ、編曲：木下龍平
4. 馬鹿ばっか
作詞：児玉雨子、作曲：めんま・本田光史郎、編曲：木下龍平
5. 叫べない僕らの
作詞：戸嶋友祐、作曲：戸嶋友祐、編曲：戸嶋友祐
6. Someday
作詞：堀切裕真、作曲：堀切裕真、編曲：鎌田瑞輝
7. サクラフレフレ
作詞：サトダユーリ、作曲：サトダユーリ、編曲：木下龍平
8. I My Me Meow
作詞：金木和也、作曲：松室政哉、編曲：松室政哉
9. サマー☆★げっちゅー
作詞：サトダユーリ、作曲：塩原大貴・福田陽司、編曲：木下龍平
10. 愛の仕組み
作詞：乃紫、作曲：乃紫、編曲：乃紫
11. Juicy Smile
作詞：Ayaka・ReNee・SAKU、作曲：Ayaka・ReNee・SAKU、編曲：ReNee・きなみうみ
12. ぼくたちバットウィール
作詞：Andy Sturmer・Michael G. Stern、訳詞：横井和子、作曲：Andy Sturmer

### 初回限定盤
CD
1. 青い果実
2. ポップコーンフィーバー
3. チグハグ
4. 馬鹿ばっか
5. 叫べない僕らの
6. Someday
7. サクラフレフレ
8. I My Me Meow
9. サマー☆★げっちゅー
10. 愛の仕組み
11. Juicy Smile
12. ぼくたちバットウィール

Blu-ray
1. 「THE SUPER FRUIT 1st ONEMAN TOUR -Seven Summer Tour 2023-」@豊洲PIT（2023.8.11）
01. Opening
02. パノラマ
03. サクラフレフレ
04. SCH。。L!
05. スパフル00 (Dance Section)
06. 馬鹿ばっか
07. Someday
08. 素敵なMy Life
09. Solo Medley
10. Juicy Smile
11. 君はリアコ製造機
12. サマー☆★げっちゅー
13. チグハグ
14. Seven Fruits
EN1. 学園天国
EN2. ボクらの夜明け